# Ainbo: El espíritu del Amazonas
Ainbo: El espíritu del Amazonas (conocida en Inglés como Ainbo: Spirit of the Amazon) es una película animada coproducida por Perú dirigida por José Zelada y Richard Claus. Contó con las voces de Lola Raie, René Mujica, Naomi Serrano, Alejandra Gollas, Bernardo De Paula, Joe Hernández, Thom Hoffman, Dino Andrade, Yeni Álvarez, Susana Ballesteros, Gerardo Prat y Rico Sola.

## Sinopsis
Esta película de animación sobre la mitología de la selva tropical relata la historia de una niña aventurera llamada Ainbo, de la civilización desconocida de Candamo, que salva su paraíso selvático en el Amazonas de los madereros y los mineros. Ainbo recibe la ayuda de sus espíritus guia animales, el armadillo Dillo y el tapir Vaca. La película destaca por ser una descripción auténtica del folclore de la selva amazónica por parte de los directores y productores de la película, que se criaron en la selva amazónica de forma similar a la historia de la protagonista Ainbo.

## Reparto
- Lola Raie es Ainbo
- Bernardo de Paula es Huarinka
- Naomi Serrano es Zumi
- Alejandra Gollas es Chuni
- Joe Hernández es Vaca
- Dino Andrade es Dillo
- Susana Ballesteros es Motelo Mama
- René Mujica es Atok
- Yeni Álvarez es Lizeni

## Premios
- Mejor película de animación en los Premios Platino 2022[5]